# Domašice
Domašice (německy Domaschitz) jsou malá vesnice, část obce Tuhaň v okrese Česká Lípa. Nachází se asi tři kilometry na severozápad od Tuhaně. Prochází zde silnice II/260.

## Historie
První písemná zmínka o vesnici pochází z roku 1377.

## Přírodní poměry
Domašice je také název katastrálního území o rozloze 9,15 km². V katastrálním území Domašice leží i Obrok a přírodní památka Husa.

## Obyvatelstvo
Při sčítání lidu v roce 1921 zde žilo 142 obyvatel (z toho 68 mužů), z nichž byl jeden Čechoslovák a 141 Němců. Kromě pěti evangelíků a jednoho příslušníka nezjišťovaných církví se hlásili k římskokatolické církvi. Podle sčítání lidu z roku 1930 měla vesnice 160 obyvatel: pět Čechoslováků, 154 Němců a jednoho cizince. Až na devět evangelíků byli římskými katolíky.

## Pamětihodnosti
- Kaple, která byla založena roku 1764. V poslední podobně byla z 19. století. Jednalo se o příčně obdélnou stavbu, která byla připojená k hasičské zbrojnici. Uvnitř byla dřevěná Kalvárie se dvěma figurami. Jednalo se o lidovou práci. Vedle se nacházela studna pod střechou na pilířích. Vše zaniklo po roce 1955.
- Dřevěné lidové stavby z 18.-19. století, zejména srubové, jako u čp. 5., čp. 7 včetně dvorní stavby a stodoly; čp. 17 v zadní části aj.
- Zděné domy empírového typu z 19. století: čp. 8 a 9 (opravené v roce 1926); čp. 10, 11, 16; čp. 17 je s letopočtem 1854 a reliéfem Nejsvětější Trojice ve štítu; čp. 18 a 19.
- Křížek, který se nachází oproti čp. 35. Je litinový na kamenném podstavci empírových tvarů a pochází z poloviny 19. století.[8]